# Clauer zu Wohra

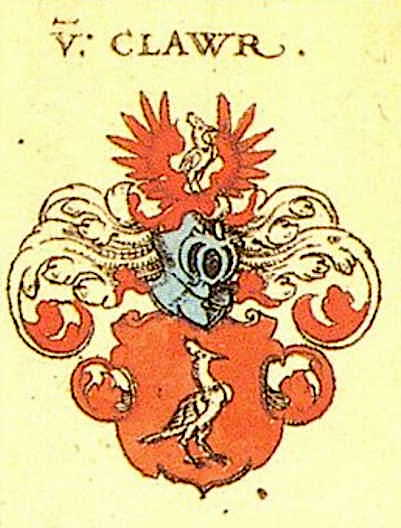
Wappen aus Siebmachers Wappenbuch (1605)

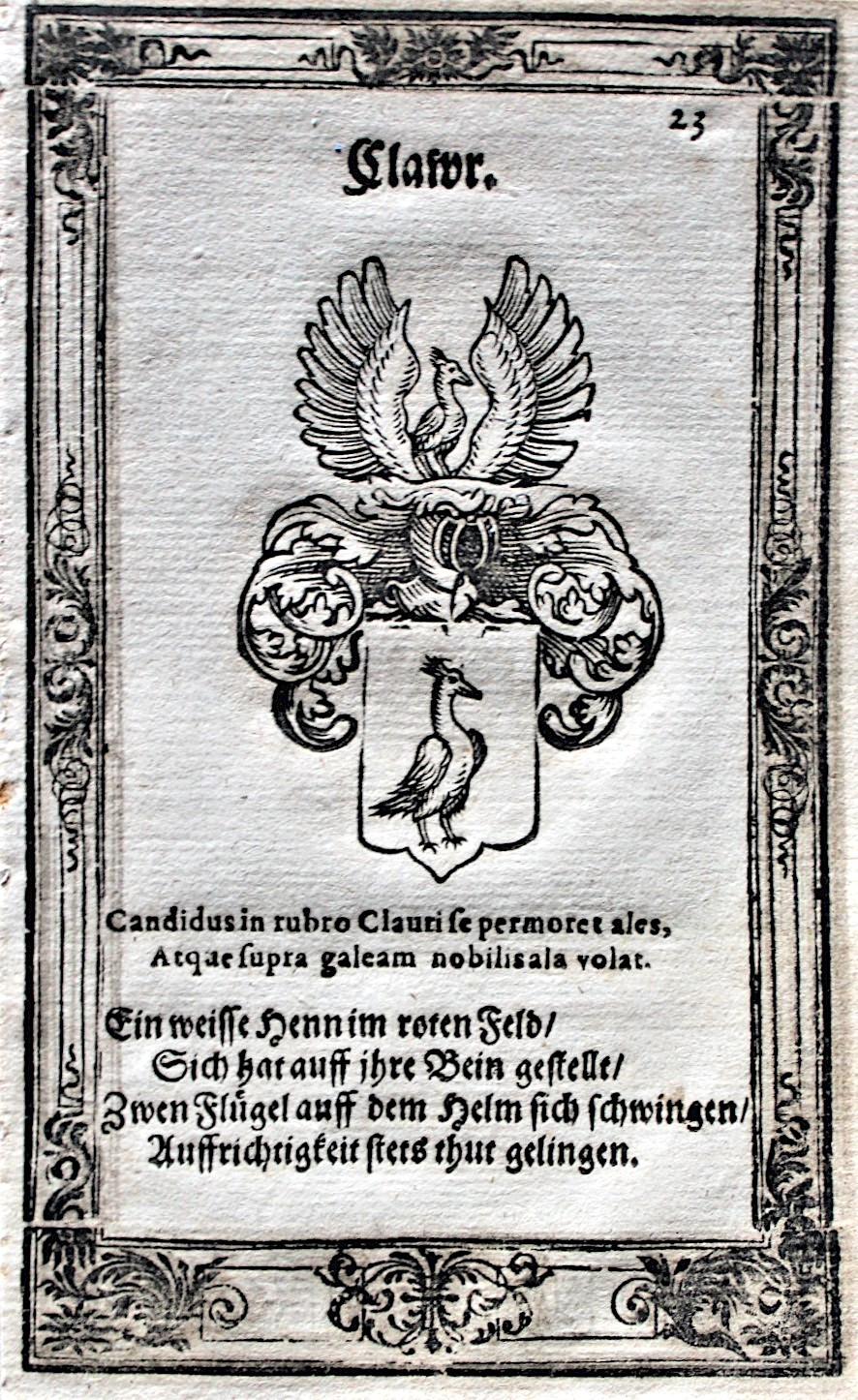
Wappen aus dem Hessischen Wappenbuch (1625)

Clauer zu Wohra (auch Klauer, Claur, Clawr oder Klaur) ist ein Adelsgeschlecht aus dem Uradel Oberhessens. Begütert und ansässig war die Familie hauptsächlich um Frankenberg, im Burgwald und vor allem um Wohra und Gemünden (Wohra). Bis zu ihrem Aussterben in der männlichen Stammfolge 1692 war das Geschlecht Mitglied in der Althessischen Ritterschaft.

## Geschichte
Obwohl das Adelsgeschlecht der Clauer zu Wohra mit Sicherheit auch schon im Hochmittelalter in der Landgrafschaft Hessen und der Grafschaft Ziegenhain eine bedeutende Rolle gespielt haben muss, lässt sich eine einzelne Person aus dem Geschlecht erst mit einer Urkunde von 27. Oktober 1362 erstmals sicher identifizieren. Hier wird der Wappner Ludwig Klauer (Kluoere) von Graf Gottfried VII. von Ziegenhain mit einem Gut in Gemünden belehnt. Kurz darauf kam das Adelsgeschlecht auch in Besitz der Burg Gemünden und mehrerer Güter in Wohra. Später kam weiterer vereinzelter Besitz im Burgwald und im Frankenberger Land hinzu.
Im Jahr 1606 verstarb Johann III. Clauer zu Wohra als landgräflich Hessischer Obervorsteher aller Hospitäler. Im bereits von Landgraf Philipp dem Großmütigen zur Hospitalstiftung umgewandelten Kloster Haina wurde Johann ein Epitaph errichtet, das bis heute erhalten ist. Der Vater Johanns III., der ebenfalls Johann hieß, war mit Elisabeth von Löwenstein-Westerburg verheiratet. Neben diesen Adelsgeschlechtern zählten auch die Herren von Urff, von Grifte (Nachkommen oder Verwandte von Ekkebrecht von Grifte), von Dörnberg, Rau von Holzhausen, von Dalwigk sowie die Riedesel zu Eisenbach zu seinen Ahnen. Ein Sohn Johanns III. mit Namen Carl von Clauer zu Wohra war von 1628 bis 1638 ebenfalls Obervorsteher der hessischen Hospitäler und heiratete 1602 Helena Schenck zu Schweinsberg. Er ließ den Junkernhof in Gemünden erneuern. Eine Tochter des Paares, die ebenfalls den Namen Helena trug, heiratete Wilhelm von Hornumb und übernahm das Gut der Familie in Rosenthal, wo ihr Onkel Bernhard von Clauer zu Wohra das Kirchenpatronat innehatte. Eine andere Tochter des Paares, Guda Magdalena, heiratete 1643 Jakob von Hoff, der aufgrund dieser Ehe nach dem Tod seines Schwiegervaters den Junkernhof sowie drei weitere ehemals Clauersche Lehnshöfe in Gemünden erbte.
Eine weitere bekannte Persönlichkeit aus diesem Geschlecht war Wilhelm Hartmann von Klauer zu Wohra, der nach seiner Konversion zum katholischen Glauben 1568 zum Fürstabt des Klosters Fulda gewählt wurde.
Mit dem kinderlosen Tod von Adolph Sittich von Clauer zu Wohra 1692 endete die männliche Stammfolge des Geschlechts und die Familie starb im Mannesstamm aus. Adolph Sittich von Clauer zu Wohra trat als letztes Träger des Namens gemeinsam mit seinem angeheirateten Onkel Wilhelm von Hornumb noch einmal als Angeklagter in einem Gerichtsprozess wegen eines tödlichen Duells in einem Gasthaus auf.

## Wappen
Auf einem roten Schild ein silberner (weißer) Vogel (schreitendes Huhn). Auf dem Helm ein offener Flug in rot und derselbe Vogel in Silber (weiß). Die Helmdecke rot und weiß (Silber).